# Криворізька надглибока свердловина
Криворізька надглибока свердловина — свердловина, пройдена в Україні в рамках програми «Вивчення надр Землі та надглибоке буріння» в 1984–1995.
Споруджувалася з метою отримання даних для характеристики залізорудних формацій протерозою та архею поблизу с. Новоіванівка Дніпропетровської області. Досягнута глибина 5432 м, діаметр 480 та 295 мм. Проектна глибина — 12 км. В результаті отримано принципово нові дані про глибинну будову, структуру та металогенію Криворізького залізо-рудного басейну, що дозволило створити багатофакторну модель розвитку і структури найбільшого в світі докембрійського залізо-рудного басейну, яка може стати еталоном для вивчення й оцінки таких типів структур в інших регіонах світу.

## Інші надглибокі свердловини
- 3-Новосхідниця
- Кольська надглибока свердловина
- Шевченківська-1
- Берта Роджерс